# Guiraut Riquier
Guiraut Riquier, italianizzato in Giraldo Ricchieri (Narbona, 1230 circa – 1292), è stato un trovatore provenzale, rinomato per la sua cura meticolosa nel trascrivere e assemblare i suoi lavori — la New Grove Encyclopedia lo considera un "antologista" dei suoi propri lavori.

## Biografia
Fu inizialmente al servizio di visconte Aimeric IV, dove rimase per circa 16 anni. Alla morte di questi, nel 1270, parte per la Spagna arrivando alla corte di Alfonso il Saggio, re di Castiglia, uno dei più grandi mecenati del tempo, con il quale già dal 1254 era in contatto epistolare. Riquier dedicò anche delle cansos a Pietro III d'aragona, protettore e mecenate dei trovatori, ma non si sa se sia fermato in questa corte. Probabilmente nel 1279 lascia la Spagna seguendo la via dei pellegrini e, comunque, nel 1280 Guiraut lo troviamo di nuovo in Francia, dove è probabile si sia fermato alla corte dei conti di Comminges e di Astarac, per poi stabilirsi per un po' di tempo alla corte di Enrico II, uno dei signori più illuminati del tempo, trovatore egli stesso, a cui dedica la terza delle sue retroenchas. Nonostante l'affezione per il conte, Riquier sente di essere incompreso nelle sue esigenze, poetiche ma anche materiali, allorché lamenta...
Guiraut continua il suo "futile vagabondare" in cerca di una sistemazione, ritornando infine nella sua città natale. Qui, a Narbona, era ancora insediato Aimeric V, da quando Guiraut l'aveva lasciata per la prima volta, e il visconte sembra non avesse grandi simpatie per la poesia provenzale e gli inutili trovatori di corte. La sua vena poetica, non più quella di una volta, tende sempre più a virare verso una tematica religiosa più che all'amore terreno o cortese. Infine, nel 1292, "ormai vecchio, un anacronismo vivente", Guiraut continua a scrivere dolendosi di "ciò che è stato perduto", rendendosi conto di essere "fuori dal suo tempo", in un mondo "pieno di menzogna". La sua morte segnerà la cesura tra due periodi storici e la sua ultima opera non è altro che "un epitaffio dell'intero movimento trobadorico". Anche William D. Paden interpreta similmente questo "malessere" dicendo che il poeta ebbe "la sfortuna di durare più a lungo del tempo in cui si apprezzava ciò che lui aveva da offrire".

## Opera
Dopo Cerverí de Girona e prima di Peire Cardenal Guiraut de Riquier si attesta come il più prolifico fra i trovatori, con le sue oltre cento composizioni che spaziano in ogni genere, in massima parte vers e cansos. Le poesie, scrupolosamente datate (cosa abbastanza insolita per i precedenti trovatori), ci consentono di stabilire l'intero arco di tempo della sua attività poetica (1254-92). Quattordici delle sue composizioni sono comprensive di melodie. Le canzoni d'amore sono dedicate a una misteriosa Belh Deport (buon portamento), un senhal naturalmente, ma non convincono nello spirito passionale, mentre le sue sei pastorelas contribuiranno ad espandere le possibilità formali ed espressive del genere.
Fra le sue epistole vi è un esteso commentario su una canso, scritta verso il 1200 da Guiraut de Calanso, e la famosa supplica (1275) ad Alfonso il Saggio, dove inferisce sulla confusione dilagante che regnava nella corte riguardo alle parole trobador e joglar. In realtà, "non si tratta di un mero cavillo semantico, in quanto il trovatore cerca di proteggere lo status della sua professione e, più in generale, di porre degli argini onde salvaguardare un intero modus vivendi che stava minacciosamente scomparendo". Tenta dunque in qualche modo di rimediare, proponendo una quadrupla classificazione gerarchica delle così da lui chiamate "arti della rappresentazione". Al primo posto ci sono i "dottori in poesia", e non i trovatori; all'ultimo, i volgari buffoni.
1. dottori in poesia
2. trovatori
3. giullari-menestrelli
4. buffoni (bufos) coloro che si abbandonano ad eccessi e attività volgari.
Per il riconoscimento dei suoi meriti poetici, Guiraut ottenne il titolo di doctor de trobar.

### Componimenti
Sembra che nell'eclettica varietà di forme, tematiche e metriche, della sua vasta produzione, Riquier sia stato anche l'inventore del breu doble e delle canson redonda, nuovi generi della lirica trobadorica.

#### Serena
Un cenno particolare merita la serena che inaugura con Guiraut Riquier un nuovo genere di componimento poetico, il cui tema è quello dell'amante che desidera ardentemente la sera.

#### Pastorelas
Tutte e sei le pastorelas, puntualmente datate, furono composte nell'arco di 22 anni: la prima nel 1260 e la sesta nel 1282.
Una traduzione in italiano è stata fatta da Claudio Franchi nel 2006 ("Pastorelle Occitane", Edizioni Dell'orso, ISBN 88-7694-944-5)
- L'autre jorn m'anava (1260)
- L'autrier trobey la bergeira d'antan (1262)
- Gaya pastorelha (1264)
- L'autrier trobei la bergeira (1267)
- D'Astarac venia (1276)
- A Sant Pos de Tomeiras (1282)

#### Aubes
Guiraut Riquier ha composto due albe sui generis: una a carattere profano, l'altra di ispirazione religiosa.

#### Retroenchas
Delle retroenchas, genere piuttosto raro nella letteratura trobadorica, ci restano solo sei componimenti, attribuiti a quattro trovatori diversi, tra cui tre con certezza a Guiraut Riquier.
- Pus astres no m'es donatz (1270)

#### Tensos e partimens[8]
- A.n Miquel de Castilho - Guiraut Riquier - Miquel de Castillo - Codolet
- Arras s'esfors, N,E[n]veyos, vostre sens - Guiraut Riquier - Envejos
- Auzit ay dir, Bofil, que saps trobar - Guiraut Riquier - Bofill
- Coms d'Astarac, ab gensor - Guiraut Riquier - Conte d'Astarac
- Falco, don[a] avinen - Guiraut Riquier - Falco
- G[uillem] Raynier, pus non puesc vezer vos - Guiraut Riquier - Guillem Rainier
- Guilhem de Mur, chauzetz d'esta partida - Guiraut Riquier - Guillem de Mur
- Guilhem de Mur, que cuia far - Guiraut Riquier - Guillem de Mur
- Senhe.N Austorc d'Alboy, lo coms plazens - Guiraut Riquier - Austorc d'Alboy - Enric II
- Senhe.N Enric, a vos don avantaje - Guiraut Riquier - Enric II di Rodez - Marques (de Canillac) e Peire d'Estanc (jutje)
- Senhe.N Enric, us reys un ric avar - Guiraut Riquier - Enric II di Rodez - Seigner d'Alest (Peire Pelet)
- Senhe.N Jorda, sie.us manda Livernos - Guiraut Riquier - Jordan de l'Isle Jourdain - Raimon Izarn - Paulet de Marseilla
- Guiraut Riquier, diatz me Jaufre de Pon - Guiraut Riquier
- Guiraut Riquier, a sela que amatz - Marques - Guiraut Riquier
- Guiraut Riquier, segon vostr'essien - Guillem de Mur - Guiraut Riquier - jutjamen (Enric II di Rodez)
- Guiraut Riquier, pus qu'es sabens - Guillem de Mur - Guiraut Riquier
- De so don yeu soy doptos - Guillem de Mur - Guiraut Riquier - Enric II di Rodez - Marques de Canillac